# Pave Leo 13.
Leo 13. (Gioacchino Pecci), (2. marts 1810 i Carpineto, syd for Rom – 20. juli 1903) var pave fra 20. februar 1878 til sin død.
Han kom tidligt i det pavelige diplomatis tjeneste. Han var som pave konservativ, men med et klart blik for det sociale. I den pavelige bulle ( Encyklika) Rerum novarum fra 1891 udtalte han sig om sociale spørgsmål og forsvarede arbejdernes rettigheder og opfordrede til oprettelse fagforeninger. Dette skaffede ham tilnavnet arbejdernes pave, og hans redelige personlighed var med til at hæve pavestolens anseelse.
| Efterfulgte: Pius 9. | Pave 1878–1903 | Efterfulgtes af: Pius 10. |

- Wikimedia Commons har flere filer relateret til Pave Leo 13.

1. ↑  Navnet er anført på engelsk og stammer fra Wikidata hvor navnet endnu ikke findes på dansk.